# 太田美穂
太田 美穂（おおた みほ、1996年8月6日 - ）は、三重県出身の女子競輪選手。日本競輪選手会三重支部所属、ホームバンクは松阪競輪場。日本競輪学校（当時。以下、競輪学校）第112期生。師匠は萩原操（51期）。実妹は同じ競輪選手の太田瑛美（120期生）。

## 経歴
三重県立宇治山田商業高等学校、岐阜経済大学出身。中学時代から陸上競技をしていたが、進路に関して悩んでいたときに知人の勧めで競輪場に行き、ガールズケイリンを初めて目の当たりにして魅力を感じ競輪選手を目指すことにしたという。
2016年1月14日、競輪学校第112回技能試験に合格。在校競走成績は12位（1勝）。
2017年7月3日、京王閣競輪場でデビューし5着。初勝利は2017年7月14日の奈良競輪場、初優勝は同年7月16日の奈良競輪場で挙げた（完全優勝）。
2021年1月11日、取手競輪場で行われたガールズケイリンコレクション京王閣ステージ出場権を賭けたトライアルレースで決勝2着となり、初のコレクション出場権を獲得。同年5月6日、ガールズケイリンコレクション京王閣ステージでは先行するも5着に終わる。